# Милан М. Радовановић
Милан Радовановић (Крагујевац, 17. октобар 1849 — Београд, 11. мај 1878) био је српски лекар и научник. Сматра се једном од водећих фигура српске науке у 19. веку.

## Образовање и научни рад
Милан се школовао у Београду, завршио је права у Великој школи. Као деветнаестогодишњи младић постао је професорски приправник у ужичкој Гимназији где је радио годину и по дана, када му држава даје стипендију за студирање медицине у Берлину, где проводи три године.
Непосредно по завршетку студија враћа се у Србију која је на прагу рата против Османског царства (1876-1878), где је, у Београду, радио као санитетски поручник и помоћни лекар, док је у бараци Јулија радио самостално као лекар.
Своје научне радове објављивао је у Србији и то у неким од најзначајнијих часописа тог времена: ,,Отаџбина”, „Србија”, „Орао”, „Српске новине”. Такође, објављивао је своје текстове и преводе и у „Вили” Слободана Новаковића.
Објавио је и седам мањих лекарских радова, а превео је и Дарвиново дело „Постанак фела”.
Милан је имао и два брата, Михаила који је био правник и Алексу који нам је оставио превод Хекелове „Природне историје постања”.